# Marcel Fleschhut
Marcel Fleschhut (1 de junio de 1990) es un deportista alemán que compitió en ciclismo de montaña en la disciplina de campo a través. Ganó una medalla de plata en el Campeonato Mundial de Ciclismo de Montaña de 2010, en la prueba por relevos.

## Palmarés internacional
| Campeonato Mundial | Campeonato Mundial        | Campeonato Mundial | Campeonato Mundial         |
| Año                | Lugar                     | Medalla            | Competición                |
| ------------------ | ------------------------- | ------------------ | -------------------------- |
| 2010               | Mont-Sainte-Anne (Canadá) | Medalla de plata   | Campo a través por relevos |